# Banatska Subotica
Banatska Subotica (en serbe cyrillique : Банатска Суботица ; en hongrois : Krassószombat) est un village de Serbie situé dans la province autonome de Voïvodine. Il fait partie de la municipalité de Bela Crkva dans le district du Banat méridional. Au recensement de 2011, il comptait 169 habitants.

## Démographie

### Évolution historique de la population
| 1948 | 1953 | 1961 | 1971 | 1981 | 1991 | 2002 | 2011 |
| ---- | ---- | ---- | ---- | ---- | ---- | ---- | ---- |
| 516  | 536  | 505  | 479  | 372  | 280  | 200  | 169  |

|  |